# Fundação Piratini
Fundação Piratini (também chamada de Fundação Cultural Piratini) foi uma fundação brasileira que desenvolveu atividades de radiodifusão pública e educativa estadual. Era a gestora das emissoras públicas de televisão e rádio do Rio Grande do Sul, sendo elas a TVE-RS e a FM Cultura. No entanto a efetivação da extinção encontra-se sob contestação judicial por parte do MPF/RS, com liminar que impede baixa do CNPJ.

## História

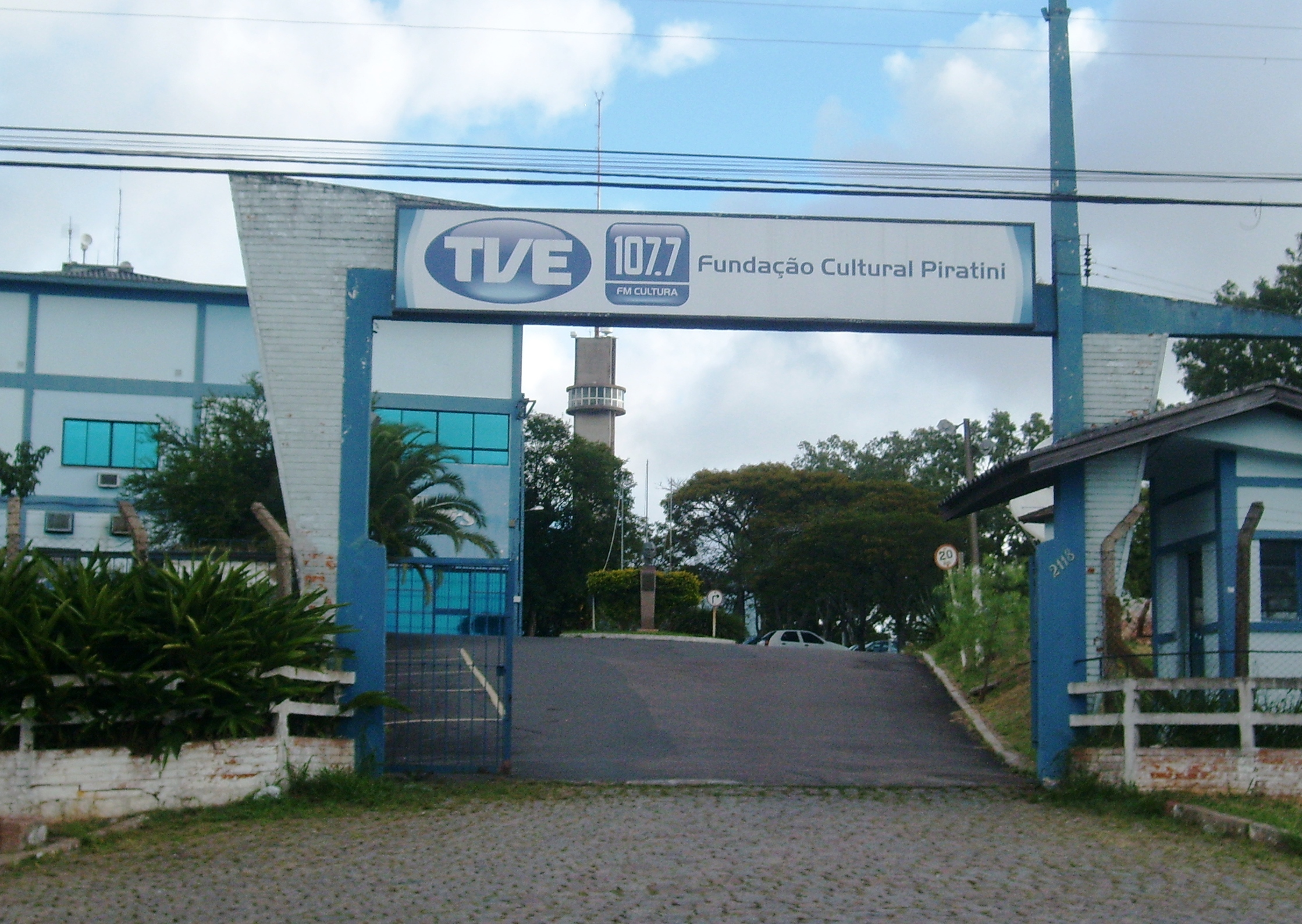
Entrada da Fundação Piratini, em 2010.

Em 29 de março de 1974, é fundada a TVE-RS, em parceria de operação com a Pontifícia Universidade Católica do Rio Grande do Sul (PUCRS). Na época, a produção dos programas da emissora era realizada pelo Centro de Televisão Educativa (CETEVE), sediado no prédio da Faculdade dos Meios de Comunicação (FAMECOS). Em 1980, um incêndio nas instalações do prédio levou à transferência da TVE para a sede da antiga TV Piratini, no bairro Santa Tereza. A mudança ocorreu alguns meses depois, em junho de 1981. Durante o período de transição, mesmo com o estúdio destruído, as transmissões continuaram a serem realizadas por meio de uma unidade móvel. Ainda em 1980, a Assembleia Legislativa do Rio Grande do Sul aprova a Lei nº 7.476, de 30 de dezembro, autorizando a criação da Fundação Televisão Educativa, autarquia vinculada à Secretaria de Educação do Estado e que sucedeu a CETEVE. Em 18 de junho de 1982, o Decreto nº 30.735 altera a personalidade jurídica da TVE, transformando a entidade em uma Fundação de Direito Privado.
Em 1985, é alterada a denominação da Fundação, passando a ser chamada de Fundação Televisão Educativa Piratini, onde passou a ser responsável pela operação de estações transmissoras e retransmissoras de conteúdo educacional por ondas de rádio. Em 1987, passa a se chamar Fundação Piratini – Rádio e Televisão Educativa (FPRTV), desvinculando da universidade e fazendo parte da Secretaria de Cultura, Turismo e Desporto.
Em 20 de março de 1989, é inaugurada a FM Cultura de Porto Alegre. Entre 1990 e 1991, passa a ter uma nova organização e é renomeada Fundação Rádio e Televisão Educativa, subordinada a Secretaria de Cultura. Em 1995, ganha o nome atual Fundação Cultural Piratini - Rádio e Televisão.
Em dezembro de 2016, com a crise financeira do Rio Grande do Sul, é aprovada as extinções de nove fundações, uma companhia e uma autarquia, dentre elas a Fundação Piratini. A sessão que aprovou as extinções foi realizada em 21 de dezembro de 2016. Em 26 de dezembro, os servidores foram liberados para um recesso de 10 dias. No mesmo dia, os funcionários realizaram protesto a favor da fundação e contra os fechamentos da rádio e da TV. No dia 29 de dezembro, uma decisão da Justiça do Trabalho vetou demissões na Fundação Piratini até que o processo de negociação coletiva com os respectivos sindicatos fosse concluída.
Em 17 de janeiro de 2017, o Diário Oficial do Estado publica substituições de nomes em Cargos em Comissão da Fundação Piratini, que não acarretaram nenhum custo adicional à fundação.
O Governo do Rio Grande do Sul declarou o fim das atividades da Fundação Piratini em 30 de maio de 2018. Com o encerramento, 59 servidores foram demitidos, sendo que 27 aderiram ao Plano de Demissão Voluntária e 19 em comissão foram exonerados. A TVE RS e a FM Cultura passam a ficar vinculadas à nova Diretoria de Radiodifusão e Audiovisual da Secretaria de Comunicação. Em 22 de junho, a Justiça Federal determinou a suspensão do registro oficial de extinção da fundação, atendendo a pedido do Ministério Público Federal (MPF), que afirmou ter verificado "perigo de dano à continuidade dos referidos serviços de radiodifusão, bem como possível ilegalidade no processo que supostamente devolveu a 'gestão' de tais serviços da Fundação Piratini à Administração Direta Estado do Rio Grande do Sul".